# Liceu Nacional de São Tomé e Príncipe

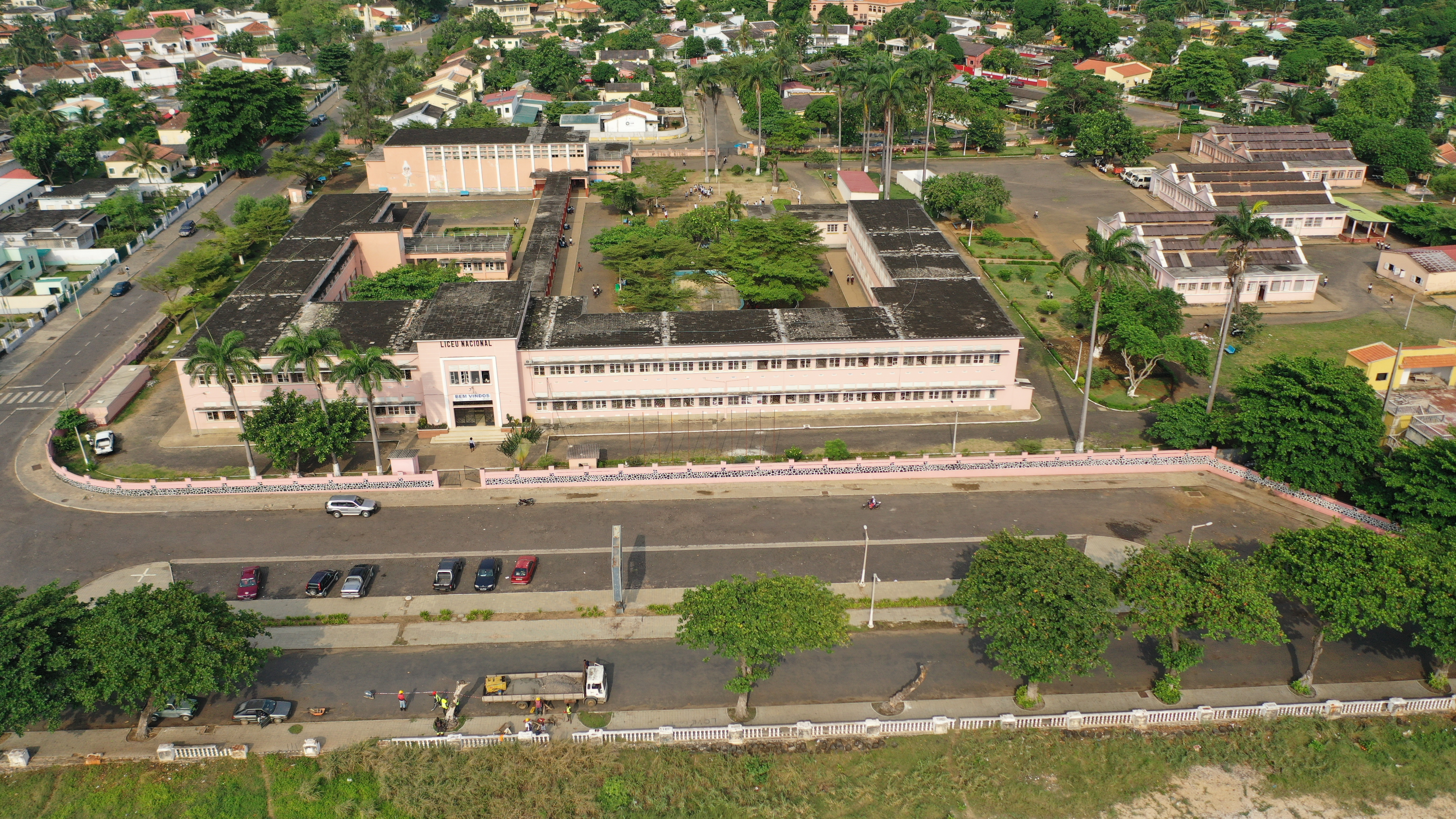
Liceu Nacional de São Tomé e Príncipe

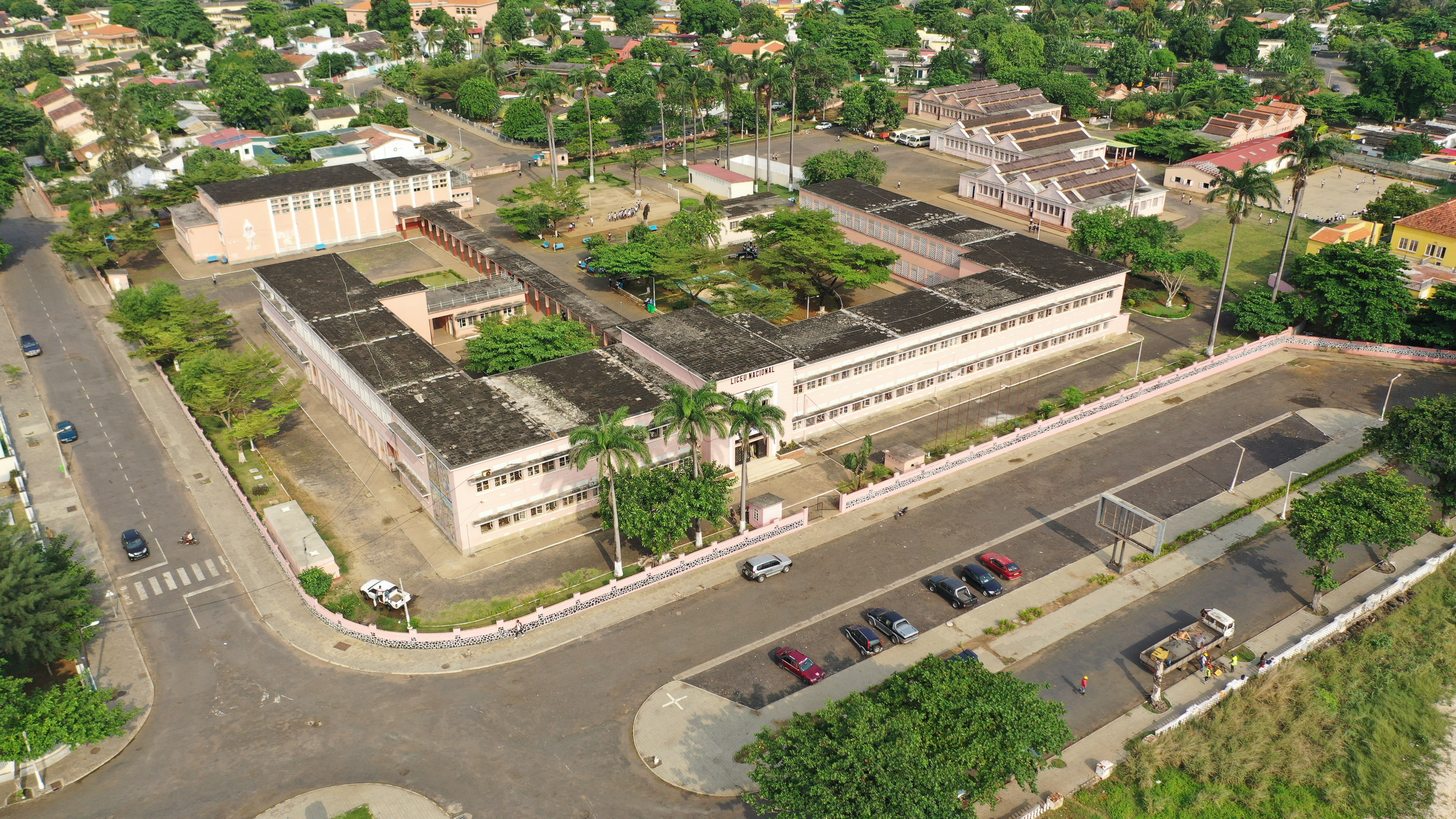
Área do Liceu Nacional, vista de cima

O Liceu Nacional de São Tomé e Príncipe (LNSTP) é uma instituição de ensino santomense, sediada em São Tomé, a capital do país.
É uma das mais antigas instituições pública de ensino secundário e uma das mais conceituadas de São Tomé e Príncipe.

## Histórico
O Liceu Nacional de São Tomé e Príncipe, diferentemente de algumas instituições liceais criadas por Portugal, não surgiu com o propósito do ensino secundário, antes, porém, como uma instituição de ensino técnico. 

### Fundação
O Liceu descende da Escola Técnica Silva e Cunha, que iniciou suas operações em 6 de Outubro de 1969, com a inauguração de sua sede própria, o "Edifício Liceu Nacional".

### Pós-independência
Em 1975, com a independência nacional de São Tomé, a instituição foi renomeada, passando a chamar-se Liceu Nacional Paulo Freire. Paralelamente, a única instituição liceal do arquipélago, o "Liceu Nacional D. João II" (renomeado para "Escola Preparatória Patrice Lumumba"), foi transformada em uma escola de ciclo preparatório, fazendo com que a LNSTP fosse, por 36 anos, a única escola secundária do país.
Em 1988, em meio as reformas do ensino santomense, a instituição muda para o nome atual: Liceu Nacional de São Tomé e Príncipe.

## Arquitetura
Implantada na Avenida 12 de Julho, o Edifício Liceu Nacional, que abriga a LNSTP, é um patrimônio arquitetônico nacional. De autoria de Mário de Oliveira, é uma obra imponente, quer pela sua dimensão, quer pelo equilíbrio do conjunto, em particular no desenho da fachada principal.

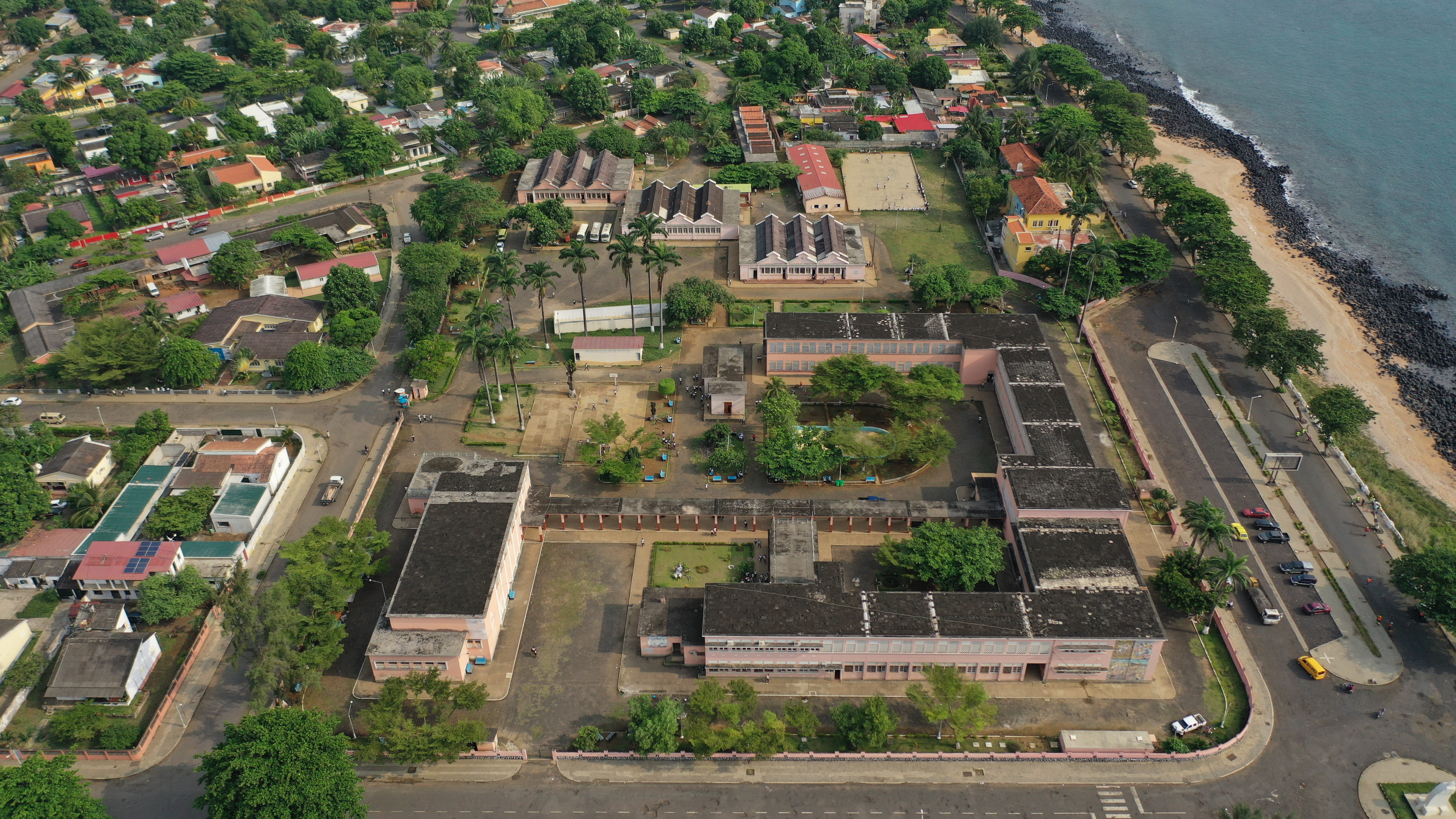
Área do Liceu Nacional, vista de cima